# Elatostema laxisericeum
Elatostema laxisericeum är en nässelväxtart som beskrevs av Wen Tsai Wang. Elatostema laxisericeum ingår i släktet Elatostema och familjen nässelväxter. Inga underarter finns listade i Catalogue of Life.